# Frontera entre Tailàndia i Myanmar
La frontera entre Myanmar i Tailàndia és una línia de 2.416 kilòmetres d'extensió en sentit nord-est-sud-oest, que separa l'est Myanmar de l'oest de Tailàndia. Està marcada per les línies de cresta de les muntanyes de Tenasserim i els rius Moei, Salween i Ruak al nord, i Kraburi al sud. De sud a nord, la frontera va des del Mar d'Andaman fins al nord-est de Tailàndia, al trifini entre Myanmar, Tailàndia i Laos.

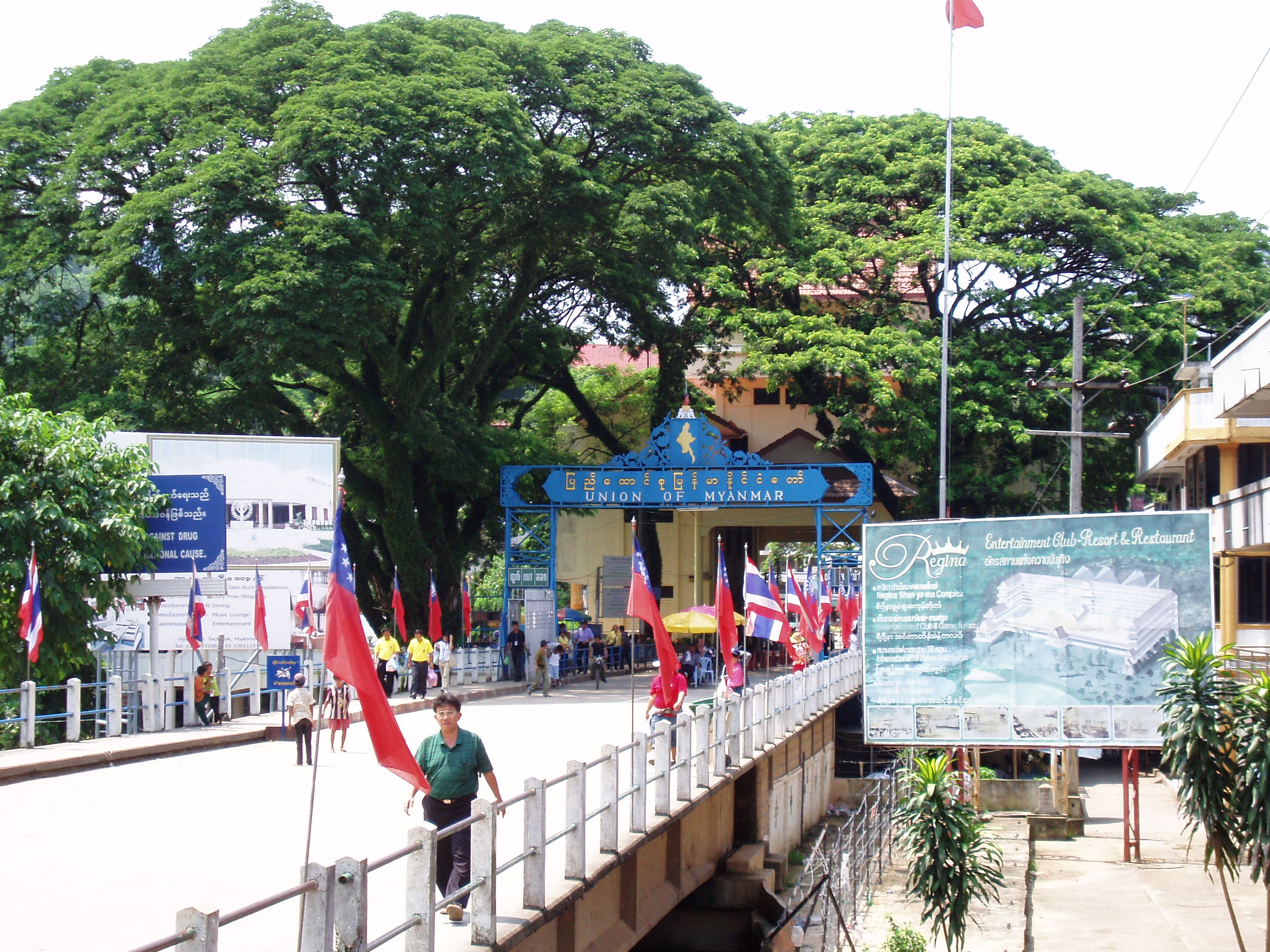
Pont fronterer sobre el Ruak entre les viles tailandesa de Mae Sai (província de Chiang Rai) i birmana de Tachileik (Estat Shan).

Al sud, un punt de pas particularment important és el Port de Tres Pagodes. Aquesta frontera només està oberta per als ciutadans birmans i tailandesos. Està tancat als estrangers, ja sigui a peu o amb vehicle.
En 2010 es produïren una llarga sèrie d'escaramusses a la frontera entre les Tatmadaw (Exèrcit de Myanmar) i brigades de l'Exèrcit Budista Democràtic Karen (DKBA). Els enfrontaments van esclatar al llarg de la frontera amb Tailàndia poc després de les eleccions generals el 7 de novembre de 2010.S'estima que 10.000 refugiats haurien fugit a la veïna Tailàndia veïna per escapar del violent conflicte. Hi havia preocupació que, a causa del descontentament per les eleccions i les especulacions sobre el frau electoral, el conflicte degenerés en una guerra civil.